# Vladimir Jesjejev
Vladimir Jesjejev är en sovjetisk idrottare som tog individuellt brons i bågskytte vid olympiska sommarspelen 1988.